# 鼓和-core-
鼓和-core-（コア）は、マーチングや鼓笛隊で使用されるマーチングドラム、ドラムラインをメインに用いてパフォーマンスを行う日本のプロドラムパフォーマンス集団である。マーチングパーカッションを主な表現手段とするグループとしては日本初、唯一のグループ。2006年に神奈川県横浜市で結成。

## 概要
2005年、マーチングパーカッションをメインに使用した一般団体として活動をする場を模索し、グループの設立を企画。
その翌年の2006年春、アメリカのマーチング組織DCI（Drum Corps International）や、国内のマーチングバンドで活動経験があるメンバー12名でグループを結成。
2009年5月、パシフィコ横浜国立大ホールで行われた横浜開港150周年記念式典オリジナルショー「ヴィジョン！ヨコハマ」に出演。
2010年2月、横浜赤レンガ倉庫1号館ホールにて初の単独公演となる「DRUMMER'S HIGH」を開催。
これを機に鼓和-core-というグループを今後、全国、また世界に広めていく為には、自らの運営基盤となる場を設立した方が最善と考え、プログループとしての活動をスタート。
その後は、「DRUMMER'S HIGH」を国内各地で継続的に開催するほか、2012年にTBS「EXILE魂」への出演や2013年1月にはK-POPグループ「KARA」の東京ドーム公演「KARASIA 2013 HAPPY NEW YEAR in TOKYO DOME」など、これまでと違った大舞台への出演も果たす。また、同年10月には日本最大の豪華客船「飛鳥Ⅱ」のクルージングに乗船し、ゲストエンターテインメントショー「The Power of "Core"」を上演。
規模の大小に限らず、地域や企業のイベント出演から、教育機関での芸術鑑賞会まで年間様々なステージに出演している。
また、打楽器を多くの人に楽しんでもらうため、子供向けの体験イベントなども積極的に行う。

## 特徴
鼓和の使用している楽器は、和太鼓や吹奏楽で使用される打楽器とは違った、マーチングパーカッションというドラムを使用。本来ならば、マーチングバンドでしか使用されることのない、これらの楽器をあえて主役として用いてパフォーマンスを行っている。また、マーチングパーカッションはキャリアーという人間の肩に吊るすホルダーに楽器を取り付け、縦横無尽に動いてパフォーマンスすることが可能な楽器であり、鼓和-core-のステージは、視覚的な要素も組み込まれ、聴くだけでなく目で観ても楽しめるステージパフォーマンスとなっている。

## 演目
主には、マーチングパーカッションとドラムセットのみで構成されたオリジナル曲が多い。
ただ、叩くだけではなく、スティックやマレットの叩き方、身体の動きも様々な思考がこなされ、打楽器特有のリズムの表現をメインに老若男女問わず、楽しむことができる。
また、観客参加型のパフォーマンスも行う為、観るだけでなく、一緒になって楽しむことができるのも特徴である。
単独公演時や教育機関での芸術鑑賞会では、ギター、ベース、キーボード、ホーンセクションのサポートメンバーが加わり、カバー曲も多数行う。

## 主な出演経歴
イベント
- 「東京ドラム（つのだ☆ひろ氏主催）」（2010）
- 「Drumming High（五十嵐公太 ex JUDY AND MARY、酒井麿）」（2011、2012）
- 「近畿日本ツーリスト キックオフMTG」（2012）
- 「リクルートグループ　新社設立式典」（2012）
- 「YOKOHAMA STAR☆NIGHT 2012」横浜ベイスターズvs読売ジャイアンツ（2012）
- 「横浜F・マリノスvs浦和レッズ」トリコロールステージ（2012）
- KARA「KARASIA 2013 HAPPY NEW YEAR in TOKYO DOME」（2013）
- UVERworldライブ＠京セラドーム大阪(2014.7.05)
- 米津玄師「脊椎がオパールになる頃」(2019.1.19〜2019.3.11)

式典／官公庁関連
- 「横浜開港150周年記念式典ショー（宮本亜門演出）」（2009）
- 横浜市港湾局「飛鳥Ⅱ入港セレモニー」（2012）
- 横浜市港湾局「コスタ・ビクトリア出港歓迎パフォーマンス」（2012）
- 横浜市港湾局「アマデア入港歓迎パフォーマンス」（2013）

単独公演
- 「DRUM WORKSツアー」at神戸、大阪、横浜（2010）
- 「DRUMMER’S HIGH」at和光市民文化センター（2011）
- 「DRUMMER’S HIGH」at横浜赤レンガ倉庫ホール（2010）（2011）（2012）
- 「DRUMMER’S HIGH」at熊本県立劇場（2012）
- 「DRUMMER’S HIGH」at久喜総合文化会館（2013）